# Stary Rynek w Bydgoszczy

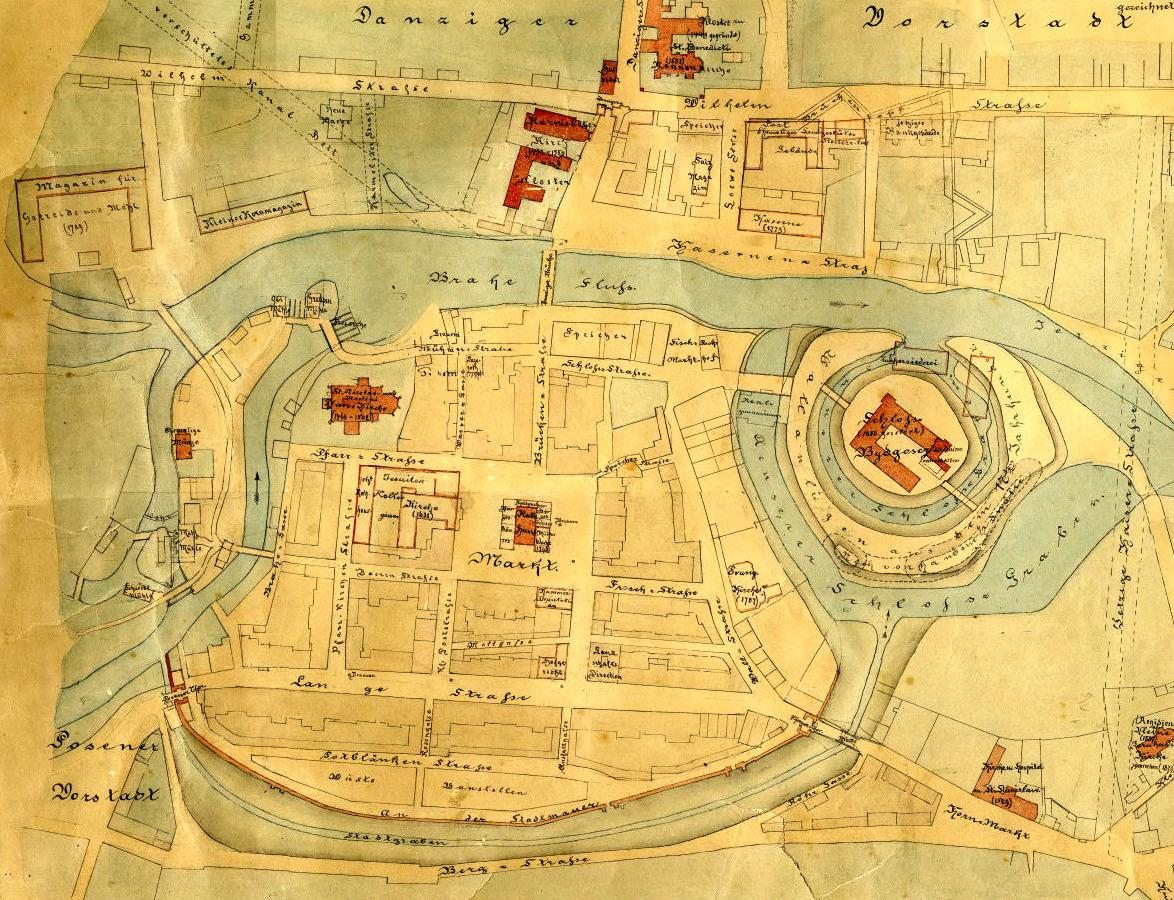
Rekonstrukcja planu Bydgoszczy z XVI–XVIII wieku, wykonana w 1890 r. przez Gustava Reicherta i Emila Schulza

Stary Rynek – prostokątny (ok. 100 × 125 m), główny plac miejski w Bydgoszczy usytuowany w pobliżu ścisłego centrum miasta. Przy rynku znajduje się ratusz, a nieopodal – katedra.

## Położenie
Stary Rynek stanowi centrum bydgoskiego miasta lokacyjnego, wytyczonego w 1346 r. na polecenie króla Kazimierza Wielkiego.
Rynek otaczają z północy i zachodu cieki wodne:
- rzeka Brda – 100 m od pierzei północnej,
- rzeka Młynówka – 150 m od pierzei zachodniej.

Do XVIII w. rynek wraz z całym miastem lokacyjnym leżał na wyspie, gdyż od południa pod murami miejskimi znajdowała się fosa miejska, a od wschodu fosa zamkowa. Oba cieki zasilała rzeka Brda.
Z narożników rynku prowadzą ulice o historycznych nazwach:
- w kierunku północnym – ku ulicy Grodzkiej i rzece Brdzie:
  - ul. Mostowa (platea pontialis [Mostowa])
  - ul. ks. T. Malczewskiego (platea aquatica [Wodna])
- w kierunku wschodnim – ku ulicy Podwale:
  - ul. Kręta (w XV-XVIII w. przesmyk między domami)
  - ul. T. Magdzińskiego (platea dicta [Żabia])
- w kierunku południowym – ku ulicy Długiej:
  - ul. Jana Kazimierza (platea transversalis)
  - ul. Stefana Batorego (platea transversalis)
- w kierunku zachodnim – ku ulicy Jezuickiej:
  - ul. Niedźwiedzia (platea transversalis)
  - ul. Farna (platea parochialis [Farna])

## Historia
Bydgoski rynek wytyczono w 1346 r., a częściowo wybrukowano w 1604 r. Do początku XX w. stanowił centrum administracyjno-handlowe miasta. Do końca XVII wieku wykonywano na nim publicznie wyroki sądowe. Tutaj koncentrowało się życie gospodarcze, kulturalne i towarzyskie miasta. Rynek i wieniec posesji zlokalizowanych wokół jego granic stanowił pierwszy etap kształtowania się układu miejskiego. Dopiero w drugim etapie zostały zabudowane działki wzdłuż ul. Jezuickiej, czy Długiej.

### Wnioski z wykopalisk
Podczas nadzorów archeologicznych nad pracami ziemnymi prowadzonymi w rejonie Starego Rynku zarejestrowano wiele reliktów średniowiecznej i nowożytnej działalności ludzkiej, w tym wiele świadczących o tym, że teren ten był zasiedlony jeszcze przed lokacją miasta. Najstarsze elementy związane z osadnictwem przedlokacyjnym uchwycono w narożniku północno-wschodnim Starego Rynku. Wydobyta ceramika pochodzi z XII i początków XIII wieku. Pod warstwą wczesnośredniowieczną zarejestrowano ślady osadnictwa ludności kultury łużyckiej (fragmenty ceramiki tej kultury odnotowano w kilku punktach rynku).
Z kolei w trakcie badań prowadzonych w 1969 roku podczas budowy pomnika Walki i Męczeństwa Ziemi Bydgoskiej, zarejestrowano relikty zabudowy pierzei zachodniej Rynku oraz fundamenty kościoła jezuitów rozebranego w 1940 roku. Fragmenty drewnianej zabudowy odsłonięto w pobliżu ratusza, a także odkryto drewnianą studnię zlokalizowaną na dziedzińcu dawnego kolegium jezuickiego. W trakcie jej eksploracji pozyskano duże ilości fragmentów naczyń glinianych i szklanych.
W wykopach zlokalizowanych przy południowej pierzei Starego Rynku odkryto fragmenty drewnianych rur wodociągowych, biegnących w kierunkach północ-południe oraz północny wschód-południowy zachód. Średnica drewna użytego do budowy rur wahała się od 0,4 do 0,65 m, średnica otworów od 0,10 do 0,15 m. Z kolei w wykopie biegnącym przez środek Rynku uchwycono fragmenty fundamentów dawnego ratusza miejskiego.
Najciekawszych odkryć dokonano podczas badań archeologicznych płyty rynku przeprowadzonych w 2010 r. przed planowaną przebudową w ramach Planu Rewitalizacji miasta. Podczas wykopalisk wykryto dobrze zachowane fundamenty gotyckiego ratusza (wraz z resztkami sklepień piwnic, posadzkami itp.), stojącego niegdyś pośrodku Starego Rynku, wieży ratuszowej oraz kramów kupieckich. Dodatkowo odkryto ślady osadnictwa z przedlokacyjnego okresu historii miasta: m.in. z XII wieku oraz z okresu kultury pomorskiej (II-III wiek p.n.e.).

### Okres staropolski (1346-1772)
Pierwotna zabudowa Rynku była drewniana. Murowana zabudowa mieszkalna analogicznie do innych miast porównywalnych z Bydgoszczą pojawić się mogła nie wcześniej niż w XV wieku. Gotyckie budowle murowane wzniesione w końcu XV w., rozbudowano w stylu baroku w XVII w., a przebudowano na początku XX w. z elewacjami eklektycznymi i secesyjnymi. Jednym z nielicznych śladów najstarszej zabudowy w okolicy Rynku jest zachowana na zapleczu kamienicy Farna 6 kamienna tabliczka z łacińską inskrypcją, przedstawiająca datę wzniesienia budynku (1593 r.) oraz inicjały właściciela: Bartosza Krąpiewskiego (rajcy i burmistrza Bydgoszczy z 1599 i 1603 r.)
Prawdopodobnie jeszcze w XIV wieku pośrodku Rynku zbudowano drewniany ratusz. W XV wieku powstał budynek murowany w stylu gotyckim. Po jego pożarze w 1511 r. rozpoczęto wznoszenie nowego reprezentacyjnego ratusza, według projektu mistrza Jana z Gdańska. Budowę ukończono około 1600 r. wzniesieniem wysokiej, renesansowej wieży ratuszowej, która była ozdobą miasta.
Przekazy źródłowe świadczą, że w 1523 r. rozpoczęto budowę sieci wodociągowej w mieście, zaś po 1541 r. jej gruntowną modernizację przeprowadził rurmistrz Walenty z Bochni. Drewniane rury wodociągowe zostały ułożone m.in. po powierzchnią Rynku, a w jego obrębie zbudowano cztery studnie publiczne oraz „wytrysk wodny”, związany prawdopodobnie z wodociągami. W II połowie XVII wieku wraz ze zniszczeniem i wyludnieniem miasta, sieć wodociągowa została zaniedbana, ale częściowo spełniała jeszcze swoją funkcję aż do wieku XIX.
Na początku XVII wieku przeżywająca wówczas apogeum swego rozwoju w okresie przedrozbiorowym Bydgoszcz została opisana w kronice Wojciecha Łochowskiego w sposób następujący: „Całe miasto jest murem opasane, ma wysoka wieżę na czele rynku, roku 1600 kształtnie postawioną i ratusz ozdobnie murowany. Domy murowane, dachówką pokryte i wytrysk wody na rynku kształtnie urządzony”.
W 1617 r. dzięki fundacjom bydgoskich mieszczan oraz poparciu ks. kanonika Jana Kuczborskiego, biskupa chełmińskiego od 1614 roku do Bydgoszczy przybyli na stałe jezuici. Otrzymali oni na własność kilka kamienic stojących przy Rynku, w których urządzili rezydencję oraz szkołę. Dzięki kolejnym fundacjom: rady miejskiej Bydgoszczy, biskupa Kaspra Działyńskiego, kanclerza wielkiego koronnego i starosty bydgoskiego Jerzego Ossolińskiego i innych, zakonnicy przystąpili do rozbudowy swojej placówki. Cały kwartał zabudowy ograniczony od wschodu Rynkiem, a z pozostałych stron ulicami: Farną, Jezuicką i Niedźwiedzia znalazł się w ich posiadaniu. W latach 1637–1649 w zachodniej pierzei Starego Rynku powstał dwuwieżowy kościół pw. św. Krzyża, a w 1653 r. ukończono budynek rezydencjalny, w którym do 1780 r. istniała szkoła średnia, podniesiona do rangi kolegium jezuickiego. W budynku tym istniała również sala teatralna ze sceną sukcesywną, służąca działalności kulturalnej. Salę wykorzystywano aż do 1824 r., kiedy powstał oddzielny budynek teatru miejskiego. Kompleks stopniowo rozbudowywano i upiększano przez cały XVII i XVIII wiek, w związku z czym stanowił on wówczas ozdobę Rynku bydgoskiego i całego miasta.
Z dziejów politycznych i wydarzeń dotyczących bydgoskiego Starego Rynku warto wspomnieć o wielokrotnych wizytach królów polskich. Do 1656 r. rezydencją przebywających w mieście dostojników był zamek, zaś dworzanie wynajmowali pomieszczenia w domach na terenie miasta. Przebywali tu m.in.: Władysław Jagiełło, Kazimierz Jagiellończyk (wielokrotnie), Zygmunt Stary (Sejm w Bydgoszczy w 1520), Stefan Batory (trzy miesiące 1577) i inni. W okresie 26 października – 6 listopada 1657 r. w kolegium jezuickim w Bydgoszczy toczyły się rokowania między królem Janem Kazimierzem, a elektorem brandenburskim Fryderykiem Wilhelmem zakończone zaprzysiężeniem traktatów welawsko-bydgoskich na płycie Starego Rynku przed kościołem jezuitów.
Główną funkcją Starego Rynku w okresie staropolskim była rola miejskiego placu targowego. Do tej funkcji rynek został przeznaczony w momencie lokacji miasta, a jego powierzchnia miała odpowiadać planowanej wielkości ruchu handlowego. Zasada ta była jednakowa we wszystkich miastach lokowanych na prawie niemieckim (magdeburskim, chełmińskim, średzkim). Za prawo handlu na Rynku pobierano różnorodne opłaty, które miały być jednym ze źródeł dochodów miasta: jarmarczne, targowe oraz cło od soli, śledzi i chmielu – na rzecz starosty, opłaty na rzecz wójtostwa (od poł. XVIII w.) i na rzecz miasta (od 1526) – placowe i brukowe.
W średniowieczu targi w Bydgoszczy funkcjonowały tylko w soboty, ale już w połowie XVIII wieku dniem targowym był również wtorek. Oprócz targów miały miejsce jarmarki, czyli większe przedsięwzięcia handlowe, podczas których nie było poważniejszych ograniczeń dla kupców zewnętrznych.
17 grudnia 1484 roku król Kazimierz Jagiellończyk przyznał Bydgoszczy prawo do urządzania trzech jarmarków w ciągu roku: 21 stycznia (św. Agnieszki), 1 września (św. Idziego) i 11 listopada (św. Marcina). Zygmunt August zezwolił w 1555 roku na czwarty jarmark, po oktawie Bożego Ciała. Przed 1669 r. miasto uzyskało przywilej do odbywania jeszcze dwóch jarmarków: 13 czerwca (św. Antoniego) i 4 października (św. Franciszka). Częstotliwość imprez handlowych była więc największa w II połowie XVII i w XVIII wieku, ale jarmarki bydgoskie nie odgrywały większej roli ponadlokalnej z uwagi na ówczesny upadek gospodarczy miasta oraz słabe zaludnienie zalesionej głównie okolicy.

### Okres zaboru pruskiego (1772-1920)

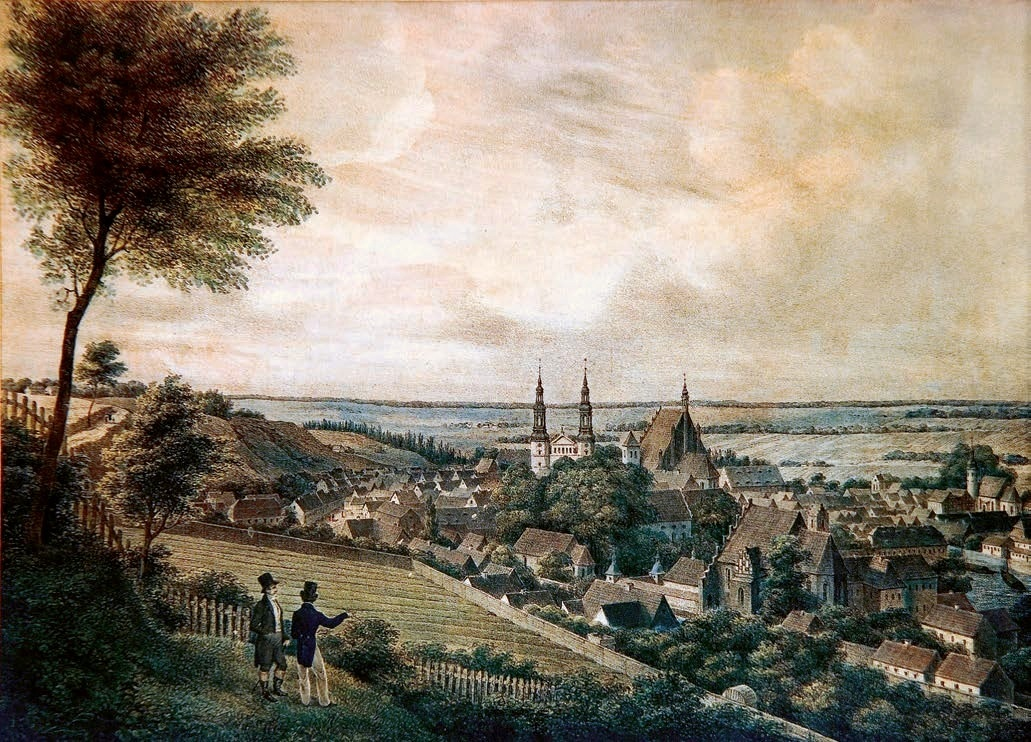
Rok 1838. Widoczne górujące nad miastem wieże kościoła pojezuickiego i farnego, stojące w otoczeniu Starego Rynku

Po zagarnięciu przez Królestwo Prus ziem polskich wraz z Bydgoszczą na mocy I traktatu rozbiorowego, sporządzono dokładną inwentaryzację miasta. Na szczegółowym planie zabudowy, sporządzonym przez geometrę Gretha w 1774 r., posesje wzdłuż Rynku zajęte są przez istniejącą w tym czasie zabudowę. Wyjątki stanowi kilka niezabudowanych działek, m.in. w narożniku z ul. Magdzińskiego i Farną. W ostatniej ćwierci XVIII wieku wszystkie ubytki zostały uzupełnione, a na rogu z ul. Jana Kazimierza wzniesiono okazały budynek municypalny mieszczący władze Obwodu Nadnoteckiego i Sąd Apelacyjny. Całą zachodnią pierzeję Rynku stanowiły wówczas zabudowania jezuitów, przejęte przez państwo pruskie. W 1788 r. na rynku zainstalowano pierwsze w mieście sztuczne oświetlenie, jakim były lampy olejowe.
Na początku XIX wieku Stary Rynek jako główny plac miasta był miejscem ważnych wystąpień "politycznych". 6 grudnia 1806 r. publicznie ogłoszono powstanie antypruskie, zaś 19 lutego 1807 r. uroczyście odczytano dekret o powstaniu Księstwa Warszawskiego. Budynek dzisiejszej biblioteki stał się siedzibą władz departamentu bydgoskiego, zaś w budynku kolegium ulokowano mającą polski charakter główną szkołę departamentową. Epoka Księstwa Warszawskiego zakończyła się w 1812 r., zaś Bydgoszcz ponownie została włączona do Królestwa Prus.
W latach 1830–1834 władze pruskie wyburzyły pozostałości starego ratusza, stojącego dotychczas pośrodku Rynku. Urząd miejski wcześniej przeniesiono do kamienicy przy ul. Długiej 37 (dzisiejszy hotel „Ratuszowy”). Z kolei w 1817 r. w dawnym kolegium jezuitów otwarto gimnazjum królewskie, które funkcjonowało w tym miejscu do 1878 r., kiedy przeniesiono je do nowo zbudowanego gmachu szkolnego przy pl. Wolności. Do budynku kolegium przeniesiono natomiast z ul. Długiej magistrat Bydgoszczy i funkcjonuje on w tym miejscu do dziś.
Na planie miasta z 1834 r. w poszczególnych pierzejach Rynku znajdowało się łącznie 31 posesji. Zabudowa pierzei rynku zgodna z dzisiejszą widnieje natomiast na planie katastralnym z 1876 r. W pierzei południowej znajdowało się wówczas 9 kamienic, w północnej i wschodniej po 8, a w zachodniej 4 kamienice oraz kościół pojezuicki. W połowie XIX wieku od północno-wschodniego narożnika Starego Rynku wytyczono ul. Jatki, łączącą się z ulicą Grodzką i przebiegającą na zapleczu kamienic usytuowanych frontem do ul. Mostowej i Podwale.
18 czerwca 1848 r. podczas gwałtownej burzy uległy zniszczeniu barokowe hełmy wież kościoła pojezuickiego. Przykryto je stożkowatymi daszkami, a w latach 1880–1882 odbudowano w formie neogotyckiej. Przekształceniu uległa wówczas również fasada kościoła pojezuickiego.
W 1857 r. powstała idea wzniesienia pomnika Fryderyka II Wielkiego w Bydgoszczy, zaś dwa lata później Rada Miejska uchwaliła, że stanie on na Starym Rynku. Podczas uroczystości położenia kamienia węgielnego (21 października 1861) obecna była pruska para królewska oraz członkowie rodziny panującego, m.in. król Prus Wilhelm I z żoną Augustą oraz książę Fryderyk Wilhelm z małżonką Wiktorią. Pomnik odsłonięto na środku rynku w styczniu 1862 r. W uroczystości uczestniczył pruski następca tronu Fryderyk Wilhelm z małżonką ks. Wiktorią. W 1909 r. odsłonięto na Rynku kolejną rzeźbę ”Dzieci bawiące się z gęsią”. Była to fontanna ze studzienką, ufundowaną przez właściciela apteki „Pod Złotym Orłem" dr farmacji Alfreda Kupffendera.
W okresie pruskim Stary Rynek podobnie jak w okresie wcześniejszym stanowił główny miejski plac targowy. Cztery razy do roku odbywały się jarmarki, na które przyjeżdżali kupcy i kramarze z dalszej okolicy, zaś co dwa tygodnie „zwykłe” targi kramarskie.
W XIX wieku dokonano gruntownej przebudowy niemal wszystkich kamienic stojących w pierzejach Starego Rynku. Do połowy wieku używano form klasycystycznych, a następnie eklektycznych, stanowiących zmieszanie stylów historyzujących.
W drugim półwieczu XIX w. rozebrano kilka kamienic, aby w ich miejsce postawić bardziej okazałe lub też nadbudowywano je i nadając im neorenesansowy wystrój fasad. Dotyczyło to domów w pierzei północnej i południowej Starego Rynku. Z kolei na początku XX wieku stosowano styl secesji, czego przykładem jest zbudowana w miejscu poprzedniej kamienica nr 20, zdobiona ornamentyką roślinną.
Od 1888 r. na Starym Rynku kursowały tramwaje: początkowo konne, a później elektryczne (od 1896) Trasa dwóch z trzech istniejących wtedy w Bydgoszczy linii tramwajowych przebiegała właśnie na tym terenie. Były to: „linia czerwona” („A”, od Dworca Głównego do dworca Bydgoszcz Wąskotorowa przy ul. Grunwaldzkiej) oraz „zielona” („B”, od ul. Gdańskiej do Strzelnicy przy ul. Toruńskiej).

### Okres międzywojenny (1920–1939)

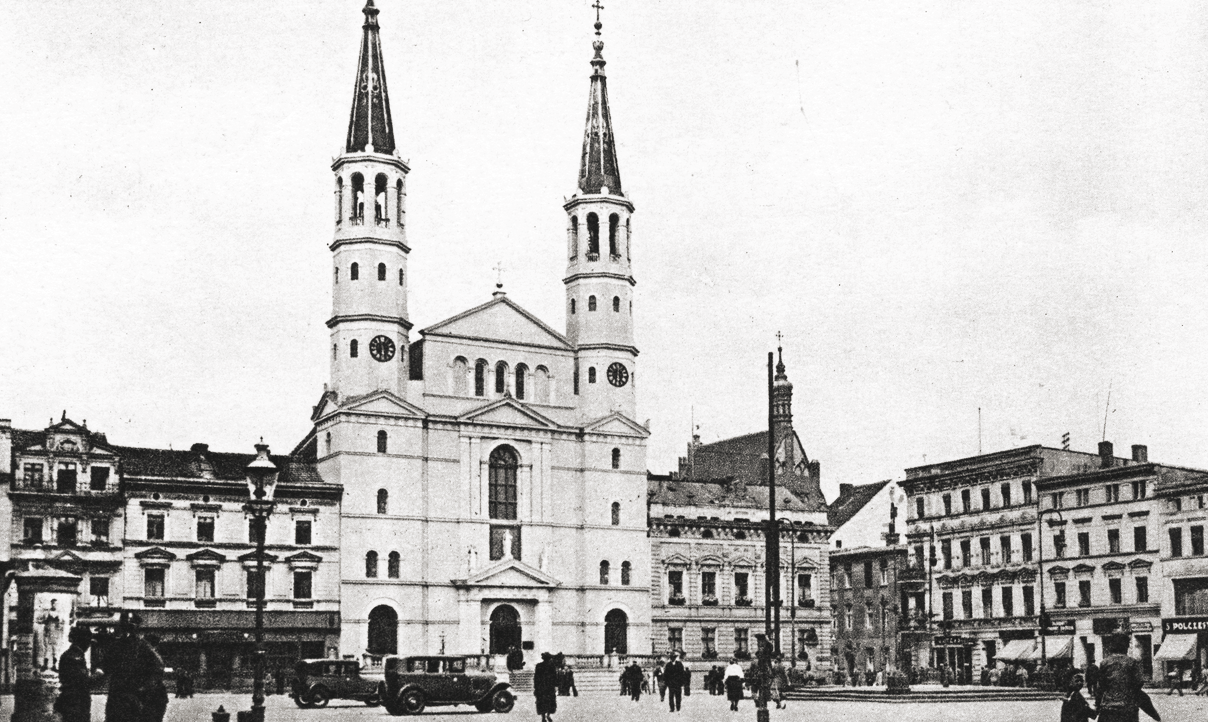
Stary Rynek im. marszałka Józefa Piłsudskiego

20 stycznia 1920 r. na płycie Starego Rynku, przed kościołem pojezuickim odbyła się uroczystość przejęcia władzy po 148 latach zaboru pruskiego, w obecności polskiego wojska. W tym czasie na rynku nie było już pomnika Fryderyka II, gdyż Niemcy zdemontowali go i przetransportowali do Piły jeszcze przed podpisaniem traktatu wersalskiego.
W 1923 r. w kamienicy nr 2 w zachodniej pierzei Rynku umieszczono nowo powołane Muzeum Miejskie. Kolejną instytucją kulturalną była Biblioteka Miejska umieszczona (od 1908 r.) w dawnej siedzibie władz Obwodu Nadnoteckiego (Stary Rynek 24).
Okres międzywojenny nie wniósł wiele nowego ani w zabudowie, ani funkcji Starego Rynku. W dalszym ciągu odbywały się tu tradycyjne targi (we wtorki i soboty), lecz na zmianę z innymi placami miejskimi. Stary Rynek wraz z ul. Mostową stanowił część handlowego centrum miasta, w którego skład wchodziły ponadto: ul. Gdańska od Chodkiewicza, fragment Dworcowej oraz pl. Teatralny. W tym rejonie koncentrowały się sklepy i domy handlowe.
W 1936 r. uruchomiono trzecią linię tramwajową, której trasa wiodła przez Stary Rynek. Była to linia "D" od ul. Gdańskiej do ul. Długiej.

### Okres okupacji hitlerowskiej (1939–1945)

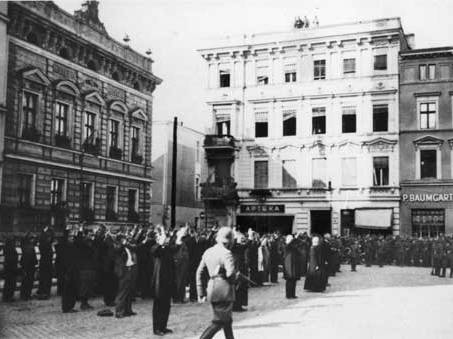
Polscy zakładnicy na Starym Rynku w Bydgoszczy we wrześniu 1939 r.

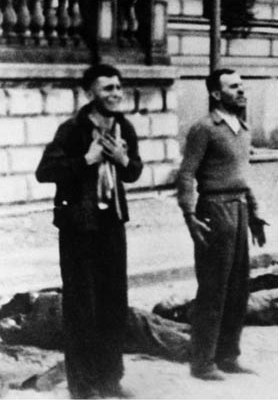
Zakładnicy na chwilę przed egzekucją, 9-10 września 1939 r.

Po zajęciu miasta przez okupacyjne władze niemieckie, na Starym Rynku rozegrały się dramatyczne wydarzenia, które były odpowiedzią za stłumienie przez społeczeństwo Bydgoszczy hitlerowskiej dywersji 3 września 1939 r. Zemstą za okrzykniętą przez propagandę nazistowską „bydgoską krwawą niedzielę” była m.in. publiczna egzekucja 50 bydgoszczan, przeprowadzona 9-10 września 1939 r. przed frontem zachodniej pierzei Starego Rynku.
Na początku 1940 r. niemieckie władze okupacyjne przystąpiły do burzenia kościoła pojezuickiego i całej zachodniej pierzei Starego Rynku, w tym kamienicy w której mieściło się Muzeum Miejskie. Zamierzano w tym miejscu zbudować nowy budynek ratusza w stylu „narodowosocjalistycznym”, a poprzez poszerzenie ul. Mostowej stworzyć „szlak defilad” dla Wehrmachtu. Wyburzenie kościoła przeprowadzono od 18 stycznia do 27 marca, a kamienic do 23 października 1940 r. Usunięto również kamienice w północno-wschodniej części rynku, przylegające do ul. Jatki oraz rozebrano studzienkę „Dzieci bawiące się z gęsią”. Części rzeźby, złożone w składnicy ogrodów miejskich, szczęśliwie przetrwały jednak okres okupacji.
20 kwietnia 1941 r. w dniu imienin Adolfa Hitlera, na płycie Rynku ustawiono ponownie pomnik Fryderyka II oraz przywrócono nazwę placu z okresu pruskiego.
W styczniu 1945 r. w okolicy Starego Rynku prowadzone były walki o wyzwolenie Bydgoszczy. Prawobrzeżna część miasta została opanowana przez wojska radzieckie (76 dywizja piechoty) i polskie (wydzielone oddziały 1 Armii Wojska Polskiego oraz 1 Brygady Pancernej im. Bohaterów Westerplatte) do końca dnia 24 stycznia. Kolejnego dnia trwały walki o opanowanie lewobrzeżnej części miasta. Wzmocnieni kompanią zmotoryzowaną Niemcy stawiali zaciekły opór wzdłuż ul. Gdańskiej. Przez Brdę w okolicy ul. Mostowej doszło do wymiany ognia artyleryjskiego. Działa radzieckie uszkodziły gmach Teatru Miejskiego przy pl. Teatralnym, natomiast artyleria niemiecka spaliła cztery kamienice stojące we wschodniej pierzei Starego Rynku.

### Okres powojenny (po 1945)
Po zakończeniu II wojny światowej przystąpiono do porządkowania zniszczonej zabudowy. W styczniu 1945 r., w pierwszych dniach po wyzwoleniu Bydgoszczy, zdemontowano i przetopiono pomnik Fryderyka II. 1 maja 1948 roku przed gmachem biblioteki ustawiono rzeźbę ”Dzieci bawiące się z gęsią”, zaś w latach 1953–1956 odbudowano część wschodniej pierzei Rynku. Nowe władze nie przystąpiły natomiast do odbudowy zachodniej pierzei, z uwagi na to, że kościół pojezuicki nie pasował do nowej rzeczywistości politycznej PRL. W 1947 r. zlikwidowano ostatecznie targi na Rynku, przeznaczając go wyłącznie dla imprez kulturalnych i manifestacji.
W 1962 r., po odbudowie mostu Staromiejskiego, przywrócono na Starym Rynku ruch tramwajowy, który prowadzono tędy do 1969 roku. Z kolei w latach 1968–1969 przy północno-wschodnim narożniku Rynku powstał pawilon gastronomiczny „Kaskada" odcinający się wyraźnie formą od stylu Starego Miasta. Natomiast 5 września 1969 r. w miejscu zachodniej pierzei Rynku, której władze nie chciały odbudować, ustawiono Pomnik Walki i Męczeństwa Ziemi Bydgoskiej. Uzupełnieniem pomnika był oddzielnie usytuowany szaniec z 80 dużych brył piaskowca, na których wyryto nazwy miejsc walki i męczeństwa ludności Ziemi Bydgoskiej. 26 sierpnia 2007 r. szaniec z bloków kamiennych przez 38 lat będący tłem dla pomnika przeniesiono do Sanktuarium Nowych Męczenników w Bydgoszczy. Z kolei 3 sierpnia 2018 nastąpiło przeniesienie pomnika w północno-zachodni narożnik rynku. W czasie tej operacji odkryto akt erekcyjny z 1969 roku, który następnie ponownie zabetonowano w nowym fundamencie pomnika.
W 1974 r. na podstawie uchwały MRN rozpoczęto prace zmierzające do rewaloryzacji znacznych fragmentów Starego Miasta, w tym Starego Rynku. Przedsięwzięcia dotyczyły uporządkowania sieci handlowej, zmiany układu komunikacyjnego oraz nadania witrynom sklepowym charakteru staromiejskiego. W latach 70. XX w. w kamienicy nr 16 ulokowano „Antykwariat Naukowy", zaś pod nr 18 sklep z kryształami. Zmodernizowano również parter w kamienicach nr 20 i 22. W kamienicy narożnej nr 27 utworzono Salon Pracowni Sztuk Plastycznych oraz zaadaptowano na kawiarnię gotyckie piwnice. W podobnych piwnicach pod nr 25 ulokowano salon „Cepelii". Zmiany dotyczyły również kamienic wschodniej pierzei Rynku.
W latach 1973–1975 przystąpiono również do przebudowy układu komunikacyjnego, usuwając transport tramwajowy i kołowy z płyty Starego Rynku. Niektóre wychodzące z niego uliczki przebudowano na deptaki (Mostowa, Magdzińskiego).
3 maja 1981 na schodach biblioteki na Starym Rynku biskup Jan Michalski odprawił mszę świętą za Ojczyznę, która zgromadziła ponad 100 tys. osób. Lektorem był Daniel Olbrychski. Była to największa manifestacja poparcia dla "Solidarności" w historii miasta, a także jedno z największych zgromadzeń mieszkańców w dziejach miasta (największym była wizyta Jana Pawła II w 1999). Mniejszą frekwencję zanotowano 14 lipca 1950 na wiecu potępiającym "Imperialistyczną agresję amerykańską w Korei" – według oficjalnych danych wynosiła 60 tys. osób.
Kolejny okres modernizacji Starego Rynku przypada na lata po wstąpieniu Polski do Unii Europejskiej. W 2010 r. przeprowadzono konkurs na zaprojektowanie w stylu nowoczesnym zachodniej pierzei Rynku, którego wyników jednakże nie wykorzystano w związku ze zgłaszanymi protestami społeczeństwa. 10 grudnia 2011 rozpoczęto rozbiórkę dawnego kompleksu gastronomicznego "Kaskada", a w 2013 rozpoczęto odbudowę tego fragmentu pierzei północno-wschodniej oraz odtwarzanie ul. Jatki.
Jesienią 2016 w związku z planowaną przebudową płyty rynku, w ramach której przewidywano m.in. przesunięcie pomnika o 15 m w kierunku fary, wprowadzenie 35-metrowej fontanny z 60 dyszami strumieniowymi oraz 7 wyposażonymi w lampy do iluminacji, usunięcie krawężników oraz poszerzenie chodników, przystąpiono do realizacji badań archeologicznych. Na ich podstawie wojewódzki konserwator zabytków wydał decyzję wykluczającą realizację planowanej fontanny z powodu wiążącej się z tym konieczności zniszczenia zachowanych fundamentów pierzei zachodniej (mury kościoła z fundamentami wież oraz relikty kamienic ze sklepieniami piwnic wraz z zejściami) do głębokości od 3 do 4 metrów na powierzchni 500 metrów kwadratowych. Już 18 czerwca 2010 Wojewódzki Urząd Ochrony Zabytków stwierdził bowiem, że wszystkie relikty zespołu ratusza znajdujące się pod płytą Starego Rynku w Bydgoszczy podlegają ścisłej ochronie. Zabytkowe konstrukcje winny zostać zachowane w całości, bez możliwości rozbiórki i naruszania przez współczesną ingerencję np. w postaci wykopów liniowych – przebieg wszelkich instalacji powinien być zlokalizowany poza strefą występowania reliktów. Rozpatrywano co prawda ekspozycję rozpoznanych fragmentów reliktów ratusza w formie punktowych przeszkleń, jednakże z uwagi na to, że wymagałyby one stosowania środków zapobiegających niszczeniu substancji zabytkowej m.in. poprzez porost mikroflorą, np. przez zastosowanie kosztownego systemu utrzymania stałego klimatu dla eksponowanych zabytkowych konstrukcji, władze miejskie odstąpiły od koncepcji eksponowania podziemi rynku. Tak budowa takich instalacji, która mogłaby dodatkowo naruszyć zabytkową substancję, jak i ich utrzymanie wymagałyby ponoszenia znacznych, niewspółmiernych do zamierzonych efektu kosztów. Poza tym efekt mógłby zostać zepsuty przez np. zaparowanie wewnętrznej części przeszkleń, co ma miejsce w przypadku podobnych rozwiązań w innych miastach. W rezultacie zrealizowano jedynie wyeksponowanie obrysu fundamentów dawnego ratusza za pomocą ciemniejszych płyt o czerwonym odcieniu.
W maju 2018 rozstrzygnięto przetarg na modernizację płyty Starego Rynku. Jej wykonawcą za kwotę 14,3 mln zł (3 mln zł mniej niż przewidywał budżet miasta) została bydgoska spółka Betpol, która zaoferowała 7-letnią gwarancję wykonanych prac. Zasadnicza część prac miała się zakończyć do połowy listopada 2018, a całość w połowie 2019. Po rozebraniu dotychczasowej nawierzchni przebudowana została cała infrastruktura podziemna, a następnie położona nowa podbudowa. Ujednolicone zostały lampy (wzorowane na przedwojennych), ławki i zbliżone do nich kosze na śmieci, które zostały obłożone drewnem; zainstalowano także zegar z elementów kutych, a także podświetlenie fontanny Kupffendera przy bibliotece. Wygląd ławek (30 szt.), krzeseł miejskich (10 szt.) i kwietników (20 szt.) rozstrzygnięto w drodze konkursu, w którym złożono 80 prac i który wygrała Agata Łapińska, studentka wzornictwa na Uniwersytecie Technologiczno-Przyrodniczym, która wykorzystała w projekcie motyw bydgoskich spichrzy.
Rynek uzyskał także okalającą płytę bordiurkę, czyli dekoracyjne obramowanie z drobnej kostki z kamienia bazaltowego. Podstawowym elementem nowej nawierzchni stały się 3 rodzaje szaro-piaskowych płyt o masie sięgającej 400 kg. 21 maja 2019 posadzono także 2 dorosłe, 15-letnie, 4,5-metrowe lipy, które usytuowano symetrycznie w 2 narożnikach pierzei wschodniej: obok fontanny przy bibliotece oraz między Jatki a Mostową, przy czym swoje obiekcje wyraził wojewódzki konserwator zabytków, argumentujący, że ich lokalizacja jest zupełnie przypadkowa. W 2019 wykonana została pozostała część chodników, jezdnie wzdłuż pierzei południowej oraz wloty dobiegających ulic. Prace budowlane rozpoczęto 25 czerwca 2018 i zakończono w czerwcu 2019 (oficjalne otwarcie płyty po modernizacji 28-29 czerwca 2019). Na odnowionej płycie rynku, w miejscu rozstrzeliwań w 1939, pojawiła się mosiężna tablica z napisem w języku polskim, angielskim i niemieckim o treści „Pamięci ofiar II wojny światowej rozstrzelanych w tym miejscu przez niemieckiego okupanta we wrześniu 1939 roku”.
Po przeprowadzeniu rewaloryzacji nawierzchni, 8 września 2019 rynek został wyłączony z ruchu samochodowego.
Renowacja rynku spotkała się z krytyką zarówno ze względu na wprowadzenie na płytę niewielkiej ilości zieleni, jak i ze względu na szybkie brudzenie się sprowadzonych z Chin płyt granitowych, z którego ułożono nawierzchnię. W rezultacie 27 kwietnia 2020 na płycie rynku ustawiono wykonane z kortenu donice, w których rosnąć będą drzewa. Realizacja przebudowy nawierzchni stała się nawet przedmiotem kontroli NIK.
W sierpniu 2018 wysunięta została koncepcja posadowienia pośrodku Starego Rynku pomnika Kazimierza Wielkiego, stojącego od 2006 między ulicami Wały Jagiellońskie i Pod Blankami, jednak na skutek braku jednoznacznego poparcia tego projektu prezydent miasta odstąpił od jego realizacji. Z kolei Społeczna Rada ds. Estetyki Miasta zaproponowała w 2019 odbudowę ciągu kamienic i fasady kościoła jezuickiego z wieżami, na których urządzono by punkt widokowy. Za wrotami świątyni miałby powstać szklana konstrukcja z Ogrodami Historii (zimową oranżerią), pod którymi znalazłyby się zachowane i udostępnione turystyczne podziemia (krypty) z ekspozycją skarbu odkrytego w 2018 w katedrze,  wybitej w Bydgoszczy najdroższej, złotej monety Zygmunta III Wazy i złotych podków Ossolińskiego.
Przez środek Starego Rynku przebiega 18. południk długości geograficznej wschodniej. Fakt ten w chwili obecnej upamiętnia ustawiony na Wyspie Młyńskiej niewielki obelisk, a ponadto, w ramach prowadzonych w l. 2018–2019 prac rewitalizacyjnych nawierzchni Starego Rynku, przebieg południka został zaznaczony na jego nawierzchni za pomocą instalacji świetlnej z LED. 28 czerwca 2019 postawiono tu również zegar wskazujący czas lokalny, różny od urzędowego o 12 minut. Zlokalizowany przy północnej pierzei rynku czasomierz jest podświetlany nocą, a jego nietypowe wskazówki przy spotkaniu się tworzą delikatny zarys jednego z bydgoskich spichrzy.

### Nazwy
W ciągu wieków rynek nazywano w różny sposób, co było skorelowane z dziejami politycznymi Bydgoszczy i całej Polski.
- XVI w.-I połowa XVIII w. – Ring (circulus fori)
- 1772–1862 – Markt (Hauptmarkt)
- 1862–1920 – Friedrichs-Platz
- 1920–1929 – Stary Rynek
- 1929–1935 – Stary Rynek im. marszałka J. Piłsudskiego
- 1935–1939 – Rynek Marszałka J. Piłsudskiego
- 1939–1941 – General-von-Kluge-Platz
- 1941–1945 – Friedrichs-Platz
- 1945–1949 – Stary Rynek
- 1950–1955 – Plac Bohaterów Stalingradu
- od 1956 r. – Stary Rynek

## Zabudowa

### Część środkowa
Od czasów lokacji miasta, aż do 1834 r. na środku rynku znajdował się ratusz miejski.
W 1515 r. wzniesiono budynek reprezentacyjny z podcieniami (sukiennicami), kramami, ławami chlebowymi, jatkami. Ozdobą ratusza i całego miasta była renesansowa wieża z zegarem, dzwonem alarmowym, dwiema galeriami obserwacyjnymi i hełmem cebulastym. Z budynkiem sąsiadował także odwach.
Była to jedna z najważniejszych budowli świeckich w staropolskiej Bydgoszczy, która jednak uległa dewastacji w XVIII wieku, a później została rozebrana doszczętnie przez władze pruskie. Wieżę ratuszową rozebrano już w I połowie XVIII wieku, zaś pozostałe części ratusza w latach 1831–1834.

### Pierzeja północna
| Obiekt                    | Lata budowy | Nr rej. zabytków | Uwagi | Zdjęcie |
| Stary Rynek 1             | 1780        |                  | Mieści się w niej najstarsza bydgoska apteka „Pod Złotym Orłem” założona przed 1590 r. przy klasztorze jezuitów. Kamienica w latach 1808-1921 należała do rodziny Kupffenderów, która w 1909 r. w stulecie apteki ufundowała kamienną studzienkę z rzeźbą „Dzieci bawiące się z gęsią”. Na fasadzie domu znajduje się tablica ku czci 55 bydgoszczan publicznie rozstrzelanych w dniach 9 i 10 września 1939 r. na Starym Rynku |         |
| Stary Rynek 3             | XVI wiek    |                  | Na parterze kamienicy mieści się Bydgoski Antykwariat Naukowy. Od 1969 r. odbywają się tu ogólnopolskie aukcje. Na fasadzie znajduje się płaskorzeźba Tadeusza Nowakowskiego – pisarza i publicysty emigracyjnego, od 1993 r. Honorowego Obywatela miasta W obszernym pomieszczeniu frontowym przyziemia, podczas prac remontowych w 1975 r. odkryto strop belkowy ze śladami polichromii z datą „1678”. Trzy belki zostały przeniesione i wyeksponowane w kawiarni artystycznej "Węgliszek". Na jednej z nich widnieje data 30 października 1560 |         |
| Stary Rynek 5             | XVII wiek   |                  | Właścicielem kamienicy do 1642 r. był mieszczanin Maciej Pułkowski, po czym nabył ją niejaki Wilhelm, kojarzony z Wilhelma Wallace’em – Szkotem, którego córka Anna była żoną rajcy miejskiego i burmistrza Bydgoszczy, Michała Paulusika. |         |
| Stary Rynek 7 / Mostowa 1 | 1765–1774   |                  | Kamienica przebudowana w 1824 roku i ponownie w latach 60. XIX w. w stylu neorenesansu włoskiego. |         |
| Stary Rynek 9,11,13       |             |                  | Kamienice zostały wyburzone w 1940 r. podczas poszerzania ul. Mostowej przez władze hitlerowskie. W 1967 r. zbudowano na ich miejscu pawilon gastronomiczny „Kaskada”. W 2007 r. zapadła decyzja o rozbiórce tego gmachu i odtworzeniu pierzei kamienic. 10 grudnia 2011 rozpoczęto rozbiórkę obiektu, a w 2013 rozpoczęto odbudowę tego fragmentu pierzei. |         |

### Pierzeja wschodnia
| Obiekt                             | Lata budowy       | Nr rej. zabytków       | Uwagi | Zdjęcie |
| Stary Rynek 15,17,19,21            | 1953–1956         |                        | Kamienice zburzone częściowo podczas walk o wyzwolenie miasta w styczniu 1945 r. Po wojnie, w czasie odbudowy, kamienica częściowo zawaliła się. Ostatecznie budynki rozebrano, a następnie wzniesiono ponownie (z intencją nawiązania do historycznej zabudowy) w innym kształcie, tworząc jednolity stylowo narożnik. W XVIII w. pod nr 19 znajdowała się stacja dyliżansu pocztowego oraz gospoda-karczma „Pod Zgorzelcem”, później winiarnia, czynna do końca zaboru pruskiego, legendą związana z Panem Twardowskim, który miał się tu zatrzymać w 1560 r.. W kamienicach 15 i 17 w końcu XIX w. kupiec Leon Brueckmann zbudował nowoczesny dom towarowy, który w 1921 r. przeszedł na własność Domu Konfekcyjnego S.A. w Poznaniu, a w 1929 r. braci Czesława i Władysława Mateckich, którzy go prowadzili jako „Dom Towarowy Braci Mateckich”. Przez wiele lat na przełomie XX i XXI wieku znajdowały się tu księgarnie. Od 2006 r. w oknie poddasza kamienicy nr 15 ukazuje się dwa razy dziennie (o 13:13 i 21:13) postać Pana Twardowskiego z krótkim spektaklem świetlno-muzycznym. |         |
| Stary Rynek 23-25                  | początek XVIII w. | A/376/1-2 z 14.10.1993 | Kamienica nr 23 – z oficyną, przebudowana w 1872 i 1899, kolejny remont przewidywany jest w 2021. Kamienica nr 25 przebudowana w I ćwierci XIX wieku. |         |
| Stary Rynek 27 – róg Magdzińskiego | 1775              | A/1278 z 3.04.2007     | Kamienica zwana „Pod Złotym Łososiem” była wielokrotnie przebudowywana: w XVII, XVIII i pod koniec XIX w.. Posiada mansardy z lukarnami z drewna oraz profilowany gzyms koronujący. Zachowały się gotyckie fundamenty, piwnice oraz czworoboczny dziedziniec. Według legendy, w domu na I piętrze w czasie przejazdu do Moskwy zatrzymał się na nocleg cesarz francuski Napoleon Bonaparte |         |

### Pierzeja południowa
| Obiekt                      | Lata budowy     | Nr rej. zabytków    | Uwagi | Zdjęcie |
| Stary Rynek 12 / Batorego 1 | XVII wiek, 1877 | A/350/1 z 2.02.1993 | Kamienica obecny wygląd zawdzięcza gruntownej przebudowie w duchu neorenesansowym, wykonanej w 1877 r. według projektu Gustava Weihe. Elewacje zwieńczone są wysuniętym, profilowanym gzymsem na konsolkach, z fryzem o ornamencie perełkowym, wolich oczach i meandrowym. Budynek posiada gotyckie piwnice, w których odkryto ślady XV-wiecznej piwiarni. Na parterze od 1993 r. do 2014 r. działała kawiarnia artystyczna „Węgliszek” (do 2012 prowadzona przez Miejskie Centrum Kultury), nazwana na pamiątkę diabełka, który od XVI w. rzekomo „panował i straszył” w Bydgoszczy |         |
| Stary Rynek 14              | XVII wiek, 1901 |                     | Obecna forma kamienicy pochodzi z przebudowy wykonanej w 1901 r. Zachowane gotyckie sklepienia w piwnicach są wyeksponowane w działającym w latach 1973-1996 klubie „Medyk”. Od strony Starego Rynku balkonowe rzygacze w formie nietoperzy. |         |
| Stary Rynek 16 / Zaułek 3   | XIX wiek, 1860  | A/347/1 z 5.01.1993 | Obecna forma kamienicy pochodzi z przebudowy wykonanej w 1860 r. W zachowanych niszach z konsolami znajdują się figury alegoryczne „Fortuna” i „Sprawiedliwość”. Do 2018 przez 20 lat znajdował się tu pub Amsterdam. |         |
| Stary Rynek 18 / Zaułek 5   | 1898            |                     | Mieści się w niej Galeria Sztuki Ludowej i Nieprofesjonalnej, a niegdyś znana winiarnia (w 1907 r. funkcjonująca jako winiarnia "Eberle") |         |
| Stary Rynek 20 / Zaułek 7   | 1911            |                     | Kamienica secesyjna wzniesiona w 1911 r. na fundamentach starszej barokowej, wg projektu Ottona Mullera. Znajdował się tu w latach 1911–1939 polski dom towarowy M. Siuchnińskiego i R. Stobieckiego, trzeci co do wielkości w ówczesnej Bydgoszczy, w którym w okresie zaborów cała załoga władała językiem polskim. Na elewacji, w logii między piętrami przedstawienie Merkurego. |         |
| Stary Rynek 22 / Zaułek 9   | XVIII wiek      | A/299/1 z 4.02.1992 | Kamienica przebudowana w latach 1825-1850 |         |
| Stary Rynek 24 / Zaułek 11  | 1774–1778       | 283 z 3.09.1953     | Kamienica zbudowana w stylu klasycystycznym jako siedziba władz Obwodu Nadnoteckiego. W latach 1781–1807 i 1815–1905 mieściły się w niej: Królewski Zachodnio-Pruski Sąd Nadworny, władze rejencji bydgoskiej (do 1838), Sąd Apelacyjny, następnie Sąd Powiatowy i Urząd Ksiąg Gruntowych. W okresie 1807–1815 w budynku znajdowały się biura departamentu bydgoskiego Księstwa Warszawskiego, zaś od 1908 r. Biblioteka Miejska im. dr Witolda Bełzy (powstała w 1903 r.) Zabudowania gmachu ciągną się w głąb do ul. Długiej. Pomiędzy zespołem budynków przebiega ul. Zaułek, nad którą znajduje się przejście tzw. „most westchnień”. Do 1851 r. przed kamienicą stał kamienny pręgierz, a od 1948 r. znajduje się kamienna studzienka z rzeźbą „Dzieci bawiące się z gęsią”. Na fasadzie budynku – tablica pamiątkowa Józefa Wybickiego, który pracował jako aplikant w Trybunale Koronnym w Bydgoszczy. |         |

### Pierzeja zachodnia
Pierzeja została rozebrana w okresie styczeń–marzec 1940 r. w wyniku decyzji Kreisleitera NSDAP, nadburmistrza Bydgoszczy Wernera Kampe, po publicznych egzekucjach dokonanych przed kościołem pojezuickim we wrześniu 1939 r. Nieistniejący kościół pojezuicki, a zwłaszcza jego dwie 40-metrowe wieże stanowiły główną dominantę i ozdobę Starego Rynku.
Do kościoła przylegał budynek, w którym na początku XIX w. mieściło się prezydium policji, potem Miejska Kasa Oszczędności, a w latach 1923–1939 Muzeum Miejskie. W czasie egzekucji we wrześniu 1939 r. na murze muzeum odcisnął się ślad ręki umierającego księdza katolickiego, którego hitlerowcy nie potrafili zetrzeć. Fakt ten stał się podstawą do rozpowszechnienia legendy o ”krwawej ręce”. Hitlerowcy rozebrali kamienice zamierzając zbudować na miejscu zachodniej pierzei nowy ratusz, nadając akcenty niemieckie w zabudowie Starego Miasta.
Obecnie pierzeję zachodnią Starego Rynku stanowi elewacja gmachu ratusza, który w latach 1644–1782 był użytkowany jako kolegium jezuickie. Przed ratuszem znajduje się Pomnik Walki i Męczeństwa Ziemi Bydgoskiej.
Od kilkudziesięciu lat działa Społeczny Komitet Odbudowy, zmierzający do przywrócenia historycznego kształtu zachodniej pierzei Starego Rynku. Na przeszkodzie realizacji tej koncepcji, poza kwestiami finansowymi oraz brakiem jednoznacznej woli społecznej, stoi również brak zgody rzymskokatolickiej diecezji bydgoskiej zarówno na odbudowę kościoła na cele sakralne, jak i na inne możliwe cele społeczne czy kulturalne.

### Mała architektura
| Obiekt                                     | Lata budowy | Uwagi | Zdjęcie |
| Dzieci bawiące się z gęsią                 | 1909        | Fontannę z rzeźbą ufundował Alfred Kupffender, prowadzący aptekę „Pod Złotym Orłem”. Wykonana przez Karola Kowalczewskiego została odsłonięta 4 października 1909 r. i początkowo znajdowała się przed kamienicą Stary Rynek 1, a od 1948 r. przed budynkiem Wojewódzkiej i Miejskiej Biblioteki Publicznej. We wrześniu-październiku 2014 przeprowadzono jej remont. |         |
| Pomnik Walki i Męczeństwa Ziemi Bydgoskiej | 1969        | Stoi w miejscu egzekucji bydgoszczan przed kościołem pojezuickim w dniach 9-10 września 1939 r. Pomnik projektu prof. F. Masiaka przedstawia wykonaną z brązu grupę postaci w momencie egzekucji. W 2007 r. szaniec z bloków kamiennych, stojących za pomnikiem, przeniesiono w otoczenie Kościoła Świętych Polskich Braci Męczenników. |         |
| Rzeźba Pana Twardowskiego                  | 2006        | Z okazji obchodów 660-lecia Bydgoszczy (2006 r.) w oknie poddasza kamienicy nr 19 wschodniej pierzei Starego Rynku zainstalowano sterowaną elektronicznie rzeźbę mistrza Twardowskiego autorstwa artysty Jerzego Kędziory. Dwumetrowa postać ukazuje się dwa razy dziennie: o 13.13 i 21.13. Twardowski rozgląda w lewo i prawo, kłania w pas i pozdrawia przechodniów gestem podnoszonej ręki, w której trzyma cyrograf. Spektaklowi towarzyszą zarówno opary dymu, jak i dobrana odpowiednio muzyka, zakończona diabelskim chichotem. |         |